# ジョン・ド・シャステレン
ジョン・ド・シャステレン (Alfred John Gardyne Drummond de Chastelain, 1937年7月30日 - ) はカナダ軍の退役将校、外交官。1990年代に開始されたIRA暫定派の武装解除を監視する独立国際武装解除委員会の委員長を務めた。

## 来歴
ド・シャステレンは1937年にルーマニアのブカレストにおいて英国国民として誕生した。彼の父はスコットランド出身の石油技師で、当時はアングロ・イラニアン石油会社(AIOC)（現BP）において働いていた。彼は1955年にカナダへと渡り1962年に市民権を取得した。
ド・シャステレンはエディンバラのフェテス・カレッジで教育を受けた後、カナダ王立士官学校に学び1960年に卒業した。カナダ軍に入隊後はパトリシア王女のカナダ軽歩兵連隊やカルガリー・ハイランダーズのパイプ・ドラム連隊に所属している。ドイツやキプロスでの勤務を経た後に1966年英国の参謀大学に入学した。卒業後の1970年からは前述の軽歩兵連隊において将校として勤務している。
順調に昇進した彼は、1976年のモントリオールオリンピック開催時に大佐として同町におけるカナダ軍基地の司令を務めた。国連キプロス平和維持軍においては副司令官を務め、同活動に参加するカナダ軍部隊を率いている。准将に昇進してカナダ軍士官学校の校長を、ドイツ駐留第4カナダ機械化旅団の司令官などを務めた。1989年には大将に昇進し、カナダ軍総参謀総長に就任した。1993年には予備役に編入されて一時的に在米大使を務めたが、翌年参謀総長に復帰し1995年12月に引退した。
同月からド・シャステレンは北アイルランドの平和プロセスに関わる事になった。新たに設けられた国際武装解除委員会の委員長に任命され、ベルファスト合意によって約束されたIRA暫定派の武装放棄を監視した。
私生活では妻のメアリ・アンと結婚し、2人の子供をもうけており、5人の孫の祖父となっている。